# シメオン・ヌワンコ
シミー（Simy）ことシメオン・トチュク・ヌワンコ（Simeon Tochukwu Nwankwo、1992年5月7日 - ）は、ナイジェリア出身のサッカー選手。ナイジェリア代表。ベネヴェント・カルチョ所属。ポジションはフォワード。

## 経歴

### クラブ
2016年、セリエAに昇格したFCクロトーネへ移籍。2018年4月18日のユヴェントスFC戦でオーバーヘッドを決めたが、チームは2017-18シーズンにセリエBに降格した。2019-20シーズンにはセリエBで20得点を記録しクラブのセリエA復帰へ導き、翌2020-21シーズンは再びセリエBへ降格したものの、シミー本人はアフリカ国籍の選手としてサミュエル・エトオ以来2人目となるセリエAでの20得点を達成した。
2021年8月19日、USサレルニターナ1919に買取オプション付きのローン移籍で加入した。
2022年9月1日、ベネヴェント・カルチョにローン移籍で加入した。

### 代表
2018 FIFAワールドカップを戦うナイジェリア代表の本大会メンバーに選出された。

## 代表歴

### 出場大会
- ナイジェリア代表
  - 2018 FIFAワールドカップ

### 試合数
- 国際Aマッチ 5試合 1得点（2018年）[6]

| ナイジェリア代表 | 国際Aマッチ | 国際Aマッチ |
| 年               | 出場        | 得点        |
| ---------------- | ----------- | ----------- |
| 2018             | 5           | 1           |
| 通算             | 5           | 1           |